# Alpaida cisneros
Alpaida cisneros là một loài nhện trong họ Araneidae.
Loài này thuộc chi Alpaida. Alpaida cisneros được Herbert Walter Levi miêu tả năm 1988.